# Johann Friedrich Anthing
Johann Friedrich Anthing, född 26 maj 1753 i Gotha, död 12 augusti 1805 i Sankt Petersburg, var en tysk silhuettmålare. 
Anthing var på resande fot en stor del av sin livstid, förutom Tyskland var han verksam även i England, Frankrike, Italien, Polen, Danmark och Ryssland. Under sin vistelse i Köpenhamn 1787 gjorde han ett kort augustibesök i Stockholm där han avkonterfejade drottning Sofia Magdalena, Gustaf III och dennes bägge bröder samt ett antal privatpersoner.